# Anders Floor
Anders Henriksen Floor, född 1700 eller 1701 i Tolga, Hedmark, Norge, död 19 november 1768 på 
Rödön i Jämtland, var en norsk-svensk militär, malmletare, inspektor och bruksförvaltare.
Han var son till bokhållaren och hyttmästaren vid Tolga koppargruva Henrik (Henrich) Andersen Flor (1668-1730) och Elisabeth Sophie Henningsdatter Irgens (1674-1713) som var
dotter till bergmästaren Henning Johannessen Irgens samt gift första gången med Elisabeth Norrmann
1705-1743) som var dotter till Lars J Norrmann, och andra gången med Margareta "(Greta)" Åman (1727-1816 som var dotter till kyrkoherden i Undersåker Nicolaus Jacobi Åman och Magdalena Hofverberg.
Floor blev med sina två fruar far till 11 barn. Den ogifta dottern Elisabeth Margareta Floor (1753-1829) kom att 
tillhörande Östersunds stads societet.
Efter att han under några år tjänat vid den norska skiløperbataljonen deserterade han, och flydde till Sverge 1722. Som uppväxt i en bergsmanssläkt hade han kunsksper i gruv och bruksarbete från ungdomsåren. Vid ankomsten till Sverige fick han en tjänst som   tillsynsman över Gräsö järngrufva i Roslagen och när verksamheten upphörde där flyttade han 1736 till Jämtland för att överta ledningen av
Ljusnedhals järngrufva och kopparverk 
där han återstartade den nedlagda gruvan. Under sin tid vid Ljusnedal visade han för första gången upp sin oförmåga att samarbeta med andra. Han kom redan från början i delo med de gamla arbetarna och 1739 löstes han ut av intressenterna vid Ljusnedhals. Därefter var han rådgivare vid det jämtländska kopparverket, först som oberstiger sedan som inspektor förestod han hyttbyggen och smältning, samt gav bruksledningen råd om lämpliga lokaker samt ledde brukets flytt från Handöl till Åreskutan 1742. I början av 1742 anställdes han som malmletare och gjorde samma år under hösten sitt största malmfynd då han uppdagade Åreskutagruvan, som en gratifikation fick han som belöning 1/17-del av ägarskapet i bruket samt 2000 daler silvermynt. Därefter var han inblandad i upptäckten av Fröå gruva men det finns uppgifter om att fältet upptäcktes av Jon Malmström. Bråket om upptäckten ledde till att Floor kom i konflikt med ledningen för Järpe hytta och hyttmästaren Erik Barck, vid detta tillfälle fick hyttmästaren stöd av Erik Sparrman som därmed ifortsättningen råkar ut för Floors vrede. Kort därefter insåg bruksägarna Floors oförmåga till samarbete och han skiljs från hyttdriften i december 1744 och han tillåts endast att vistas vid gruvområdet och 1745 avskedas han från Gustafsbergs. Den slutliga brytningen mellan bruket och Flood sker i samband med att frågan tas upp vid bergstinget 1746, där Erik Stridsberg anklagar Floor för att ha vanskött gruvdriften som förosakat skador och kostnader. Av rättegången framgick att många anklagelser var bagatellartade och bottnade i personliga motsättningar. Rättegången slutade i att Floor frikändes och att parterna kom överens om att bruket skulle lösa Floors andel av Gustafsberg mot 21.000 daler kopparmynt. Med en nyupptäckt malmfyndighet och pengarna från Gustafsberg och några medintressenter startade han det konkurrerande bolaget Henådalen-Carlsberg.  som leder till nya tvister om rätten till skog och kolning. På grund av stridigheter i Carlsbergs ledning sammanslås bolaget med Gustafsberg 1749, men Floor klagade och anklagade de övriga delägarna för att gått bakom hans rygg vid fusionen trots att han själv skrivit under överlåtelsen på källaren Dufwan. Från 1759 var han anställd vid Sunnmöre järnverk i Norge där han lockar en rad yrkeskunniga hytt- och gruvarbetare att rymma från Huså bruk till Norge. Floor verkar ha misslyckats även i Norge, han återkommer till Sverige totalt utblottad 1767 och avled följande år under en resa till Rödön. Under de år han vistades i Jämtland bodde han en tid på Mo i Undersåker. Tillsammans med sin fru skänkte han en mässingljuskrona till Undersåkers kyrka. I dödsbokens personalier har prästen skrivit omdömet En orolig man under sin lefnad i 68 år.